# 浙江省中医院
浙江省中医院又名浙江中医药大学附属第一医院，浙江中医药大学第一临床医学院，是一所三级甲等综合性中西医结合医院，老院区位于杭州市上城区邮电路54号（湖滨院区），另有钱塘院区、西溪院区和建设中的富阳院区（未来的总部和主院区），源自于1931年成立的浙江省立医院。现任院长高祥福。

## 简历
医院有2060张床位，2800余员工，其中高级卫技人员400余人。年门诊量240余万人次，出院6万人次。综合实力排名全国中医院系统第七，最受群众信赖和欢迎全国中医院第五。是浙江省受首批中医、西医住院医师规范化培训基地。

## 院区

### 湖滨院区
老院区，位于上城区邮电路54号。

### 钱塘院区
钱塘院区位于杭州市钱塘区9号大街9号，占地面积70多亩，建筑面积8.06万平米，核定床位860余张。

### 西溪院区
2020年12月30日，浙江省中医院西溪院区即浙江康复医院正式开业。它由浙江省民政厅与浙江中医药大学、浙江省中医院共建，是浙江省“十三五”重大项目、浙江省康复医院建设示范项目。院区总建筑面积91952.17平米，有1100张床位，设24个临床门诊科室、15个康复门诊科室、12个护理单元，拥有众多特色康复设备（如C-MILL VR+虚拟现实行走训练智能跑台），有三个特色康复治疗中心（其中水疗中心占地1300平米），以及设有专门的康复工程部。是一家集医疗、康复、教育、科研、社会服务为一体的三级公立医院。

### 富阳院区（在建）
富阳院区由浙江中医药大学、浙江省中医院和富阳区人民政府共建，位于富阳区银湖街道高桥板块，它紧邻浙江中医药大学富春校区和开发中的阳陂湖湿地公园，是一家三级甲等非营利性公立医院。总用地面积191.17亩，总投资32.2亿元。共设床位2500张，一期建筑面积34.6万平米，床位1500张；二期床位1000张。2021年3月开工，预计2024年建成，建成后省中医院总部将迁至此成为主院区。杭州地铁6号线高桥站出口将会直通医院门诊下沉广场，而彩虹快速路西延工程开通后，从滨江到富阳院区开车最快只需20分钟。

## 实力
- 1个国家中医临床研究基地
- 5个国家临床重点专科：呼吸、血液、消化、皮肤、护理
- 9个国家中医药重点学科
- 14个国家中医药重点专科
- 1个浙江省“重中之重”学科
- 1个浙江省级重点实验室
- 2个国家中医药重点实验室
- 3个国家中医药三级实验室
- 3个浙江省中医药重点实验室
- 2个博士后流动站
- 3个博士点
- 9个硕士点
- 一级博士学位和硕士学位授予点：中医学专业、临床医学专业
- 1名国医大师
- 1名全国名中医
- 22名国家名老中医药指导老师
- 29名省级名中医

## 头衔
- 浙江省名中医研究院
- 浙江省优势单病种研究推广中心
- 浙江省“治未病”中心
- 全国中医急症医疗中心

## 荣誉
- 国家级科研项目近100项
- 省部级科研项目近200项
- 国家科技进步奖二等奖、中华中医药学会科学技术奖一等奖、省科学技术进步一二三等奖等30项
- 其他省级科技成果奖150项

## 事件

### 2022年4月钱塘院区因疫情停诊事件
据社交媒体记载，2022年4月18日晚上6时许，浙江省中医院钱塘院区被属地疫情防控部门封锁，所有人员不进不出。随后，当地政府向被封控人员发放食品等物资，并对医院内所有人员进行两轮核酸检测，确认为全部阴性后，对门诊部患者健康码赋黄码，进行居家健康监测。4月19日至21日，该院区除危重病人抢救外，其余门急诊暂停。据悉，该院区为钱塘区当日新增一例2019冠状病毒病无症状感染者的工作地。